# Nanbu Nobuyuki
Nanbu Nobuyuki est un nom japonais traditionnel ; le nom de famille (ou le nom d'école), Nanbu, précède donc le prénom (ou le nom d'artiste).
Nambu Nobuyuki (南部信順, 2 mars 1814-28 mars 1872) est le 9e et dernier daimyō du domaine de Hachinohe situé dans le nord de la province de Mutsu dans l'île Honshūdu Japon (moderne préfecture d'Aomori). Avant la restauration de Meiji, son titre de courtoisie est Tōtōmi no kami.

## Biographie
Nanbu Nobuyuki est le 14e fils de Shimazu Shigehide, daimyō du domaine de Satsuma. Il est adopté dans le clan Nanbu en 1838 et devient officiellement daimyō du domaine de Hachinohe en 1842 lorsque Nanbu Nobumasa, le 8e daimyō, meurt sans héritier. Au cours de la période du Bakumatsu, Nanbu Nobuyuki se range du côté du shogunat Tokugawa contre l'alliance Satchō, et durant la guerre de Boshin, fait entrer son domaine dans l'Ōuetsu Reppan Dōmei. Cependant, son allégeance au clan Tokugawa sur ses propres parents de Satsuma est un peu incertaine et il maintient une diplomatie secrète avec le pro-impérial domaine de Kubota, ce qui permet au domaine de survivre à la restauration de Meiji sans perte de statut. Il est nommé gouverneur de domaine par le nouveau gouvernement de Meiji le 22 juin 1868. Après l'abolition du système han en 1871, il se retire de la vie publique et meurt en 1872.
Son fils, Nanbu Sakinobu (1858-1876) quitte Hachinohe pour s'installer à Tokyo mais y retourne en 1876 pour des raisons de santé. Il vend l'ancienne résidence à Tokyo du domaine de Hachinohe à la princesse Kazunomiya Chikako pour la somme de 15 000 yens dans une tentative de redressement des finances défaillantes du clan. Son fils, Nanbu Toshinari (1872-1950) reçoit le titre de vicomte dans le cadre du nouveau système nobiliaire kazoku mis en place en 1884.

## Source de la traduction
- (en) Cet article est partiellement ou en totalité issu de l’article de Wikipédia en anglais intitulé « Nanbu Nobuyuki » (voir la liste des auteurs).